# Tunuyán
Tunuyán è una città dell'Argentina nella provincia di Mendoza, posta sulla riva occidentale del fiume omonimo, ad un'altitudine di 875 metri sul livello del mare.
È situata 80 km a sud di Mendoza, la capitale provinciale, e circa 100 km ad est del confine cileno. Ha una popolazione di circa 42 000 abitanti ed è capoluogo del dipartimento omonimo. Insieme con il dipartimento di Tupungato costituisce la regione di Valle de Uco, fra le più importanti per la produzione vinicola argentina di alta qualità.